# Damery (Somme)
Damery (picardisch: Dambry) ist eine nordfranzösische Gemeinde mit 222 Einwohnern (Stand 1. Januar 2022) im Département Somme in der Region Hauts-de-France. Die Gemeinde liegt im Arrondissement Montdidier, ist Teil der Communauté de communes du Grand Roye und gehört zum Kanton Roye.

## Geographie
Die in der Landschaft Santerre gelegene, im Süden von der Départementsstraße D934 (frühere Route nationale 334) und im Norden im Wesentlichen von der Départementsstraße D34 begrenzte Gemeinde an der Départementsstraße D139 liegt rund 5 km nordwestlich von Roye.

## Einwohner
| 1962 | 1968 | 1975 | 1982 | 1990 | 1999 | 2006 | 2010 |
| ---- | ---- | ---- | ---- | ---- | ---- | ---- | ---- |
| 227  | 218  | 176  | 186  | 178  | 179  | 206  | 211  |

## Verwaltung
Bürgermeister (maire) ist seit 2001 Jean-Pierre Destombes.  